# Skurpie
Skurpie (deutsch Skurpien) ist ein Dorf in der Gmina Płośnica (Landgemeinde Heinrichsdorf) in Polen. Es gehört zum Powiat Działdowski (Kreis Soldau) der Woiwodschaft Ermland-Masuren.

## Geographische Lage
Skurpie liegt im Südwesten der Woiwodschaft Ermland-Masuren, 24 Kilometer südwestlich der einstigen Kreisstadt Neidenburg (polnisch Nidzica) bzw. sechs Kilometer nordwestlich der heutigen Kreismetropole Działdowo (deutsch Soldau i. Ostpr.).

## Geschichte
Das Dorf Skurpie – möglicherweise benannt nach einem Pruzzen namens Skorpe, obwohl das Polnische ein ähnliches Wort mit der Bedeutung Bastschuh kennt – wurde wahrscheinlich wie der Nachbarort Borchersdorf (polnisch Burkat) im Jahre 1350 gegründet, jedoch ist die Handfeste verloren gegangen.
Im Jahre 1397 wird ein Gut Skurpien mit 80–90 Hufen Land erwähnt, welches im Jahre 1400 vom Deutschen Ritterorden gekauft und in ein Zinsdorf umgewandelt wird. Während der Ordenszeit wurden Güter gewöhnlich nur mit einem bestehenden Dorf verschrieben. Im Jahre 1480 wurden die Nachbarorte Borchersdorf und Niostoy (polnisch Niestoja) an Ludwig von Starkenburg zu magdeburgischem Recht verschrieben; mit ihnen 10 Hufen Land, die vorher zu Skurpien gehörten. Während seiner Amtszeit von 1397 bis 1407 kaufte der Komtur des Deutschen Ritterordens, Hans Schönfeldt von Osterode (polnisch Ostróda), wahrscheinlich aus wirtschaftlichen Gründen das Gut Skurpien für 1.163 Mark. Scharwerk und die Zinszahlungen der Bauern bildeten damals eine wichtige Einnahmequelle für den Orden. Skurpien erscheint zum ersten Mal im Register des Amtes Soldau (polnisch Działdowo) als Zinsdorf im Jahre 1437.
Durch den Krieg mit Polen verlor der Orden erheblich an wirtschaftlicher Kraft und musste einige Zinsdörfer verkaufen. Im Jahre 1497 wechselte das Nachbardorf Ruttkowitz (polnisch Rutkowice) seinen Besitzer. In diesem Zusammenhang wurden auch die Gemeindegrenzen zum Ort Skurpien neu festgelegt. 1529 wurde in Hohendorf (polnisch Wysoka) ein neues Amtsvorwerk mit einer Schäferei eingerichtet, das bis 1610 bestand. Die Bauern von Skurpien waren dort scharwerkspflichtig. Im Jahr 1526 erhielt der Amtshauptmann Melchior von Rechenberg das Amt Soldau als Pfand auf Lebenszeit, weil Herzog Albrecht seine Schulden nicht bezahlen konnte. Nach seinem Tod im Jahre 1540 kam Soldau wieder zurück in den Besitz des Herzogs, und mit dem Amt auch die Güter des Amtshauptmanns, darunter auch sein Besitz in Skurpien.
Die Angaben über die Größe von Skurpien schwanken. Beim Ankauf um 1400 ist es mit 90 Hufen angegeben, im Zinsregister von 1437 mit 80. 1552 war es auf 92 Hufen besetzt, und als die Bauern sich beschwerten, dass ihre Hufen zu klein seien und der Amtshauptmann das Dorf 1555 neu vermessen ließ, ergaben sich nur 70 Hufen. Bei einer abermaligen Vermessung wurden 1567 sogar nur 63½ Hufen gefunden, diese aber trotzdem als 66 gerechnet, weil 31 Bauern zu je zwei Hufen und der Schulz mit vier Hufen im Dorfe lebten. Als der Landmesser Schiller Skurpien 1608 wiederum vermaß, stellten sich nur 58 Hufen heraus, so dass das Dorf die fehlenden 8 Hufen vom Übermaß von Borchersdorf bekommen musste. Überliefert ist ferner, dass die Krüger von Skurpien bis 1552 eigenes Bier ausgeschenkt haben. Für dieses Recht bezahlten sie 2 Mark Zins plus 3 Mark für zwei Hufen Land an das Amt Soldau. Ab 1552 wurde nur noch Amtsbier ausgeschenkt, woraufhin der Zins auf insgesamt 4 Mark gesenkt wurde.
Bis ins Jahr 1551 musste Skurpien, wie andere Dörfer auch, Pfluggetreide an das Amt abliefern: Von jedem Pflug (ca. 2 Hufen) wurden ein Scheffel Roggen und ein Scheffel Weizen abgeführt. Im Jahre 1551 wurde diese Pflicht aufgehoben. In den Jahren 1609/10 wurde dann in Skurpien auch das Scharwerk, das bisher im Vorwerk Hohendorf geleistet wurde, abgeschafft und das Dorf auf Hochzins umgestellt. Der Zins betrug zunächst 8 Mark von der Hufe, ab 1618 dann 7 Mark.
Schwere Schicksalsschläge für das Dorf Skurpien waren unter anderem die Pestepidemie und die Viehseuche von 1602/03, die Missernten in den Jahren 1606–09, die vor allem durch Hagel verursacht wurden, der Tatareneinfall von 1656 und die Pestwelle von 1709/11. Während des Tatareneinfalls wurde das gesamte Hauptamt Neidenburg (polnisch Nidzica) verwüstet. Viele Adlige wurden in die Sklaverei verschleppt. Die Stadt Soldau ging in Rauch und Flammen auf und die umliegenden Dörfer, darunter Skurpien, sind ebenso zerstört worden. Nicht weniger verheerend war die Pest. Nach dem Tatareneinfall und der Pest lagen etwa 80 Prozent des ehemals kultivierten Bodens unbebaut brach. Der restliche Teil wurde infolge wirtschaftlicher Notlagen der Besitzer wüst. Nur mit massiver staatlicher Hilfe konnte der Wiederaufbau abgeschlossen werden. Als Maßnahme zur Verbesserung der Bildung sei die Gründung der Dorfschule von Skurpien in den Jahren 1737/38, unter der Regentschaft von Friedrich Wilhelm I. genannt. Die Schule hatte im Durchschnitt 20 Schüler.
Im Jahre 1781 weist die Prästationstabelle folgende Bewohner in Skurpien aus:
2 Kölmer, 2 kölmische Güter, 5 Hochzinser, 7 Scharwerker, 4 Gärtner, 2 Eigenkätner, 1 Hirte, 1 Schulmeister und 1 Schmied.
Gemäß der Mühlenkonsignation der Amtsmühle Soldau (PT Nr. 5) von 1792, lebten folgende Personen in Skurpien:
|                             | Familien mit | ... Personen | und ... Dienstboten |
| --------------------------- | ------------ | ------------ | ------------------- |
| Kölmer                      | 3            | 13           | 7                   |
| Instleute                   | 11           | 34           |                     |
| Hochzinser                  | 8            | 39           | 9                   |
| Eigenkätner                 | 3            | 13           |                     |
| Scharwerksbauern            | 7            | 39           | 4                   |
| davon Instleute             | 3            | 5            |                     |
| Inhaber von Dienstwohnungen | 3            | 12           | 2                   |
| (Hirte, Lehrer)             |              |              |                     |

Die bäuerlichen Matrikel von 1860 geben die Zahl der spannfähigen bäuerlichen Nahrungen für das Jahr 1816 mit 20, für das Jahr 1859 mit 29 an. Die Gesamtfläche in Skurpien betrug 4271 Hektar im Jahre 1859 und 2836 Hektar im Jahre 1816, hatte sich also um 1435 Hektar vergrößert.
| Jahr | ha     | Wohngebäude | Einwohner | Männer | Frauen | ev. | kath. | Sonstiges |
| ---- | ------ | ----------- | --------- | ------ | ------ | --- | ----- | --- |
| 1785 |        | 28          |           |        |        |     |       | |
| 1817 |        | 30          | 192       |        |        |     |       | |
| 1830 |        |             | 469       |        |        |     |       | |
| 1848 |        | 37          | 329       | 317    | 12     |     |       | |
| 1871 |        | 59          | 445       | 227    | 218    | 405 | 40    | 134 < 10 J., 184 können lesen und schreiben, 114 Analphabeten, 13 keine Meldung                                                 |
| 1885 | 1189   | 68          | 495       | 250    | 245    | 454 | 41    | 93 Familien, 1189 ha=945 ha Ackerland und 100 ha Wiesen                                                                         |
| 1895 | 1074,5 | 64          | 553       | 272    | 281    | 527 | 26    | 91 Familien |
| 1905 | 1075,8 | 69          | 639       | 322    | 317    | 600 | 35    | 103 Familien; 4 andere Christen; ev. sprachen 52 deutsch, 547 masurisch, 1 and., kath. sprachen 0 deutsch, 30 masurisch, 5 and. |
| 1910 | 1075,8 | 70          | 604       | 282    | 322    |     |       | 101 Familien |

1874 wurde Skurpien in den neu errichteten Amtsbezirk Borchersdorf im Kreis Neidenburg eingegliedert.
Das Gut Skurpien (Besitzer bis 1905 war Richard Unrauh, dem auch Gut Sbylutten (polnisch Zbyluty)  gehörte, dann Ströhmer), welches Teil der Gemeinde Skurpien war, besaß im Jahre 1909 179 Hektar Land (davon 147 ha Acker, 25 ha Wiesen und 4 ha Wege). Das Gut hatte 17 Pferde, 48 Stück Rindvieh und 43 Schweine. Im Jahre 1920 hatte das Gut jedoch nur noch 47 Hektar Land mit 12 Pferden, 38 Stück Rindvieh, 40 Schafen und 12 Schweinen. Der Besitzer in diesem Jahr war Jakob Willamowski.
Seit 1908 bestand in Skurpien eine Freiwillige Feuerwehr. Von 1891 bis 1920 gab es eine Posthilfstelle. Der Ort Skurpien gehörte bis 1920 (und 1939–45) zum Amtsbezirk Borchersdorf. Dort befanden sich auch die evangelische Kirche und das Standesamt. Im Jahre 1910 hatte der Ort eine Flächengröße von 1075,8 Hektar und 604 Einwohner.
Zu Beginn des Ersten Weltkrieges befand sich das südliche Gebiet des Kreises Neidenburg vom 23. bis 31. August 1914 im Schwerpunktbereich der Schlacht bei Tannenberg. Am 27. August 1914 lag Skurpien mitten im Kampfgebiet. Westlich und nördlich von Skurpien trafen die 2. Division und die 5. Landwehrbrigade auf die 3. russische Gardedivision und die 1. russische Schützenbrigade. Ein Drittel der Gebäude wurde zerstört. Als Relikt der Kriegshandlungen erhielt Skurpien, wie viele andere Dörfer auch, einen Soldatenfriedhof als Teil des Gemeindefriedhofs, auf dem 16 deutsche und 42 russische Soldaten bestattet waren.
Aufgrund des Versailler Vertrages wurde der Amtsbezirk Borchersdorf innerhalb des Soldauer Gebiets am 10. Januar 1920 an Polen abgetreten. Skurpien erhielt die polnische Namensform „Skurpie“. 1931 waren hier 543 Einwohner gemeldet. Skurpien wurde mit den anderen Orten des Amtsbezirks am 1. August 1934 in die neu gebildete Landgemeinde Filice einbezogen. Sie kam am 26. Oktober 1939 zum Deutschen Reich und erhielt die deutsche Namensform „Fylitz“. Am 1. April 1940 wurde die Landgemeinde Fylitz in den „Amtsbezirk Tauersee“ (polnisch Turza Wielka, wieder im Kreis Neidenburg) umgewandelt. Am 10. Oktober 1941 betrug die Zahl der Einwohner 532 Personen. Auf dem Gebiet der Gemeinde gab es vier Ausbauhöfe.
Am 18. Januar 1945 eroberten sowjetische Truppen das Dorf und gaben es in polnische Verwaltung. Skurpie ist heute eine Ortschaft im Verbund der Gmina Płośnica (Landgemeinde Heinrichsdorf) im Powiat Działdowski (Kreis Soldau), bis 1998 der Woiwodschaft Ciechanów, seither der Woiwodschaft Ermland-Masuren zugehörig. Im Jahre 2011 zählte Skurpie 350 Einwohner.

## Kirche
Vor 1945 war Skurpien in die evangelische Kirche Borchersdorf in der Kirchenprovinz Ostpreußen der Kirche der Altpreußischen Union bzw. in die Diözese Działdowo der Unierten Evangelischen Kirche in Polen, außerdem in die römisch-katholische Kirche Soldau (polnisch Działdowo) eingepfarrt.
Heute gehört Skurpie zur evangelischen Erlöserkirche Działdowo in der Diözese Masuren der Evangelisch-Augsburgischen Kirche in Polen sowie zur katholischen Pfarrei in Turza Wielka ((Groß) Tauersee) im Bistum Toruń.

## Verkehr
Skurpie liegt an einer Nebenstraße, die bei Burkat (Borchersdorf) von der Woiwodschaftsstraße 542 abzweigt und in West-Ost-Richtung durch die Gmina Płośnica verläuft. Von Turza Wielka aus der Nachbargemeinde Działdowo kommende endet eine Nebenstraße im Ort. Die nächste Bahnstation ist Burkat an der Bahnstrecke Danzig–Warschau.